# Wishaw (Warwickshire)
Wishaw is een civil parish in het bestuurlijke gebied North Warwickshire, in het Engelse graafschap Warwickshire. In 2001 telde het civil parish 165 inwoners. Wishaw komt in het Domesday Book (1086) voor als 'Witscaga'.